# Púixkine (Aluixta)
|  | Per a altres significats, vegeu «Púixkine». |

Púixkine (Пушкіне (ucraïnès), Пушкино (rus), Púixkino) és un poble de la República Autònoma de Crimea a Ucraïna, que el 2014 tenia 273 habitants. Pertany al districte rural d'Aluixta.